# 앨리슨 킹
앨리슨 킹(Alison King, 1973년 3월 3일 ~ )은 잉글랜드의 배우이다.

## 출연 작품
- 파이널 컨트랙트 (2006)
- 서브머지드 (2005)
- 상하이 나이츠 (2003)
- 더 빌 (1984)
- 코로네이션 스트리트 (1960)